# 阿希沙
阿希沙是巴西马拉尼昂州的一个市镇。总面积203.194平方公里，总人口12626人，人口密度62.1人/平方公里。